# Charles & Eddie
Чарлс и Еди (енгл. Charles & Eddie) је био амерички соул дуо, који је имао четири сингла на топ 40 листи у Великој Британији почетком деведесетих година. Њихов највећи хит је песма Would I Lie to You, са деби албума Duophonic из 1992.

## Каријера
Чарлс Петигру и Еди Чакон су се упознали у Њујорку. Недуго после тога су почели да наступају заједно и певају. Еди је одрастао у Хејварду, у Калифорнији, где је имао свој соул бенд. Касније се преселио у Мајами, на Флориди. Тамо је наставио рад на пројекту са Dust Brothers и Daddy-O. Чарлс је одрастао у Филаделфији, а отишао је да студира на колеџ Беркли у Бостону. Ту је певао са поп бендом Down Avenue. Чарлс и Еди су постали познати после објављивања сингла Would I Lie to You 1992., а песма је те године била број 13 на Билборд хот 100 листи и број 1 на британској листи синглова. Неколико њихових песама се појављује у филмовима 1993. године, најпознатији је Права романса редитеља Тонија Скота.
Чарлс Петигру је умро од рака 6. априла 2001, у 37. години.
Чакон ради у Лос Анђелесу где је основао електронски дуо The Polyamorous Affair, са певачицом Сиси Сејнт-Мари. Године 2009. су издали први албум, Bolshevik Disco.

## Дискографија

### Албуми
- 1992: Duophonic UK #19,[3] US #153
- 1995: Chocolate Milk

### Синглови
- 1992: Would I Lie to You? UK #1, US #13
- 1993: N.Y.C. (Can You Believe This City) UK #33
- 1993: House Is Not a Home UK #29
- 1995: 24-7-365 UK #38
- 1995: Jealousy[3]

### Остало
- 1993: True Romance soundtrack ("Wounded Bird")
- 1993: Addams Family Values soundtrack ("Supernatural Thing")
- 1993: Super Mario Bros. soundtrack ("I Would Stop the World")
- 2005: "Would I Lie To You" (remix) (Musikk feat. Eddie Chacon)